# Yuri González Vidal
Yuri González Vidal (* 12. Januar 1981 in Marianao, Havanna) ist ein kubanischer Schachspieler.
Die kubanische Einzelmeisterschaft konnte er 2018 in Havanna gewinnen. Er spielte für Kuba bei drei Schacholympiaden: 2014 bis 2018. Außerdem nahm er einmal an der Mannschaftsweltmeisterschaft (2015) in Zaghkadsor teil.
González Vidal nahm zweimal am Schach-Weltpokal teil und scheiterte sowohl 2017 als auch 2019 in der ersten Runde an P. Harikrishna.
Im Jahre 2000 wurde ihm der Titel Internationaler Meister (IM) verliehen. Der Großmeister-Titel (GM) wurde für ihn 2008 beantragt. Die Verleihung erfolgte 2009. Seine höchste Elo-Zahl war 2567 im April und Mai 2019.
| Hier fehlt eine Grafik, die leider im Moment aus technischen Gründen nicht angezeigt werden kann. Wir arbeiten daran! |